# مسلم بن صبيح
أبو الضحى مسلم بن صبيح القرشي الكوفي، أحد راوة الحديث النبوي من التابعين.

## سيرته
مولى آل سعيد بن العاص، تعلم الفقه من علقمة بن قيس النخعي وغيره وكان من أئمة الفقه والتفسير ثقة حجة، وكان عطارًا. مات نحو سنة مئة في خلافة عمر بن عبد العزيز.

## روايته للحديث النبوي
- روى عن: جرير بن عبد الله البجلي، وجعدة بن هبيرة المخزومي، وشتير بن شكل، وشريح القاضي، وعبد الله بن عباس، وعبد الله بن عمر بن الخطاب، وعبد الله بن يزيد الخطمي، وعبد الرحمن بن هلال العبسي، وعبيدة السلماني، وعلقمة بن قيس النخعي، وعلي بن أبي طالب مرسلًا، ومسروق بن الأجدع، والنعمان بن بشير.[2]
- روى عنه: جابر الجعفي، والحسن بن عبيد الله النخعي، وحصين بن عبد الرحمن الأشهلي، وسعيد بن مسروق الثوري، وسليمان الأعمش، وشباك الضبي، وعاصم بن بهدلة، وعباد بن منصور، وعطاء بن السائب، وعمرو بن مرة الجملي، وفطر بن خليفة، ومغيرة بن مقسم الضبي، ومنصور بن المعتمر، وأبو إسحاق الشيباني، وأبو حصين الأسدي، وأبو يعفور الصغير.
- الجرح والتعديل: قال إسحاق بن منصور، عن يحيى بن معين، وأبو زرعة الرازي: ثقة. وذكره ابن حبان في كتاب الثقات. روى له الجماعة.[2]